# André Lochon
André Armand Édouard Lochon (Reims, 19 dicembre 1932 – Le Port-Marly, 3 giugno 2014) è stato un pallanuotista francese.
Ha partecipato, come membro della Francia, alle Olimpiadi di Roma 1960, partecipando al torneo di pallanuoto.
Ha vinto 1 argento ai Giochi del Mediterraneo del 1955.